# Jenjić
Jenjić es un pueblo de la municipalidad de Orašje, en el cantón de Posavina, Bosnia y Herzegovina.

## Superficie
Posee una superficie de 0,24 kilómetros cuadrados.

## Demografía
Hasta 2013 la población era de 23 habitantes, con una densidad de población de 96,3 habitantes por kilómetro cuadrado.